# Beebe (Arkansas)
Beebe ist eine City im US-Bundesstaat Arkansas. Nach dem Zensus des Jahres 2000 zählte er 4930 Einwohner und ist damit der zweitgrößte im White County nach Searcy.
In der Stadt befindet sich ein Campus der in Jonesboro beheimateten Arkansas State University. Die Stadt bekam ihren Namen nach Roswell Beebe, der früher eine für den Eisenbahnbau durch den Ort verantwortliche Position bekleidete.

## Kurioses
Anfang Januar 2011 fielen mehr als 3000 Rotflügelstärlinge in der Stadt tot zu Boden. Die für Tierschutz Verantwortlichen in Arkansas erhielten die ersten Berichte vor Mitternacht des 31. Dezember 2010. Weitere Untersuchungen zeigten, dass die Vögel in einem Bereich einer Quadratmeile aufschlugen und kein Vogel außerhalb dieser Zone. Die Vögel zeigten Anzeichen eines physischen Traumas, was einen Ornithologen in Arkansas dazu brachte zu spekulieren, dass die Vögel durch Blitz oder Hagelschlag oder möglicherweise sogar durch Feuerwerkskörper getötet worden seien. Am 5. Januar bekräftigte die Arkansas Game and Fish Commission, dass der Zwischenfall durch einen Einwohner verursacht worden sei, der Raketen abgeschossen habe, die die Vögel blind umherfliegen ließen.
Diese Theorie wurde jedoch 2012 widerlegt. Trotz eines Feuerwerkverbots und keinem Unwetter starben wieder 5000 Amseln in Beebe.

## Söhne und Töchter der Siedlung
- Fabor Robinson (1911–1986), Musikproduzent